# 硫醚
硫醚是有机硫化合物的一种，通式为{\displaystyle {\ce {R^1-S-R^2}}}，其中{\displaystyle {\ce {R^1}}}、{\displaystyle {\ce {R^2}}}是有机基团。与其他含硫化合物类似，挥发性的硫醚大多具有腐烂的气味。
硫醚的结构类似于醚，只是硫原子替换了氧；由于氧、硫同为氧族元素，醚与硫醚也有很多共同性质。硫醚的结构可见于生物分子蛋氨酸和辅酶生物素中。

## 制备
- 硫醚可由硫醇的烷基化反应制备：

R-Br + HS-R' → R-S-R' + HBr
碱可催化此类反应，机理是生成了亲核性更强的硫醇盐。
- 硫醇与烯烃反应也可制得硫醚，用自由基催化：

R-CH=CH2 + HS-R' → R-CH2-CH2-S-R'
- 或者，硫醚可通过Pummerer重排反应来制取。

## 反应
- 与相对稳定的醚相比，硫醚（R-S-R）容易被氧化为亚砜（R-S(=O)-R），进一步氧化则得砜（R-S(=O)2-R）。比如，二甲基硫醚的氧化反应如下：

S(CH3)2 + O → OS(CH3)2
OS(CH3)2 + O → O2S(CH3)2
常用的氧化剂有过氧化氢、有机过氧化物、次氯酸钠、高碘酸钠、亚碘酰苯等。
- 二硫化物中的硫-硫键容易受亲核试剂进攻而断裂。若亲核原子为碳，则产物为硫醚：

R3C− + R1S-SR2 → R3CSR1 + R2S−
- 三烷基锍盐与亲核试剂反应，二烷基硫醚作为离去基团离去：

Nu− + R3S+ → Nu-R + R-S-R
以上反应在生物学中是转移烷基的方法之一，例如生物体SN2反应中S-腺苷基蛋氨酸即扮演甲基化试剂的角色。
- 与醚不同，硫醚发生S-烷基化生成很稳定的锍盐，如下例中的三甲基锍：

S(CH3)2 + CH3I → [S(CH3)3]+I−

### 噻吩
五元杂环化合物噻吩在形式上属于硫醚，但由于芳香性的缘故，硫的非键电子在共轭系统中离域，不再具有硫醚中强亲核性孤对电子的特点，因此噻吩很少表现硫醚特征，而且具甜味。对噻吩氢化，得到四氢噻吩C4H8S，芳香性被破坏，分子又恢复了硫醚的典型性质。